# Szłapie
Szłapie – dawna wieś powstała w ramach kolonizacji Wielkiej Puszczy przy samej granicy z Mazowszem. Wcześniej był to obszar Galindii. Wieś ziemiańska, dobra służebne w posiadaniu drobnego rycerstwa (tak zwani wolni, ziemianie w języku staropolskim), z obowiązkiem służby rycerskiej (zbrojnej).  W XV i XVI w. wieś wymieniana w dokumentach pod nazwą Perβein, Schlappen, Schlappi.
Osada powstała przed wojną trzynastoletnią (1454-1466). Wieś wzmiankowana już w 1471 r., lokowana  1474 r. przez komtura bałgijskiego Zygfryda Flacha von Schwartzburga, na 15 łanach na prawie magdeburskim, z obowiązkiem jednej służby zbrojnej.  Przywilej otrzymali bracia:  Maciej Szłapa, Mikołaj, Jan, Andrzej i Jakub.